# Congoglanis sagitta
Congoglanis sagitta és una espècie de peix pertanyent a la família dels amfílids i a l'ordre dels siluriformes.

## Etimologia
Congoglanis prové de Congo (el nom tradicional per a l'àrea equatorial compresa entre el golf de Guinea i els Grans Llacs d'Àfrica) i del mot grec glanis (peix gat), mentre que el mot llatí sagitta (sageta, fletxa) fa referència a la seua forma esvelta i aerodinàmica amb relació a la de les altres espècies del mateix gènere.

## Descripció
El seu cos, molt allargat i gairebé cilíndric des del cap fins a l'origen de l'aleta anal, fa 13,6 cm de llargària màxima. Regió abdominal lleugerament aplanada. Alçada i amplada màxima del cos en el punt d'origen de l'única aleta dorsal. Pell suau i ferma. Cap espina i 8 radis tous a l'aleta dorsal, la qual és corbada i amb el primer radi ramificat essent el més llarg. Aleta anal petita, amb 10-11 radis tous i cap espina. Aletes pectorals grans, corbades, sense espines i amb 12-13 radis. Aletes pelvianes sense espines i amb 6-6 radis. Aleta caudal força forcada, asimètrica i amb el lòbul ventral més llarg i ample que el dorsal. Presència d'aleta adiposa. 39-41 vèrtebres. Línia lateral completa, contínua i estenent-se al llarg de la superfície mitjana lateral del cos. Peduncle caudal allargat, prim, comprimit i gairebé tan alt com ample a l'extrem de la base de l'aleta anal i, si fa no fa, d'igual llargària a la del cap. Boca subterminal, petita, ovoide quan és oberta, amb el llavi superior carnós i l'inferior ferm i llis. El cos és de color marró fosc amb àrees més clares. És més fosc al dors: el límit entre la pigmentació marró fosc de les regions dorsal i dorsolateral i la més clara de la part inferior del cos és perfectament recte i horitzontal des de la base de les aletes pectorals fins al peduncle caudal. Mostra 6 taques clares distribuïdes en un patró irregular horitzontal al llarg de la part dorsolateral del cos. Es diferencia de Congoglanis inga per tindre les barbetes sensorials maxil·lars més curtes, el peduncle caudal més esvelt i menys alt, les aletes pelvianes més curtes, l'aleta anal situada més cap endavant, els radis de l'anal més curts i més vèrtebres (39-41 vs. 35-37); i de Congoglanis alula per posseir les aletes pectorals i pelvianes més curtes, el peduncle caudal més allargat i esvelt, la distància interorbitària relativament més ampla (2 vegades el diàmetre dels ulls vs. 1,5 vegades), l'aleta anal situada més cap endavant i més vèrtebres (39-41 vs. 36-39).

## Hàbitat i distribució geogràfica
És un peix d'aigua dolça, demersal i de clima tropical (10°S-13°S, 29°E-32°E), el qual viu a Àfrica: és un endemisme de la conca superior del riu Congo (incloent-hi el llac Mweru i els rius Luapula, Chambeshi i Luongo) a Zàmbia. Normalment, es troba als trams més cabalosos dels rius i sempre associat amb grans roques (la part inferior de les quals ocupa durant el dia, mentre que a la nit es desplaça a la superior). Comparteix el seu hàbitat amb altres espècies reòfiles dels gèneres Labeo, Euchilichthys i Chiloglanis.

## Observacions
És inofensiu per als humans i el seu índex de vulnerabilitat és baix (10 de 100).